# Frösåkers gård
Frösåker är ett gammalt gods i Kärrbo socken i Västerås kommun, Västmanland.
Frösåker testamenterades 1291 av riddaren Magnus Johansson (Ängel) till Sko kloster. Godset drogs in till kronan av Gustav Vasa. På 1600-talet kom Frösåker till släkten Cruus och senare till släkterna Gyllenstierna och von Post. Egendomen ägs numera av släkten Ral, liksom angränsande Lindö gods.
Frösåkers gård upptas nu till viss del av Frösåkers golfklubb.